# یاکوم
یاکوم (به لاتین: Yakum) یک منطقهٔ مسکونی در اسرائیل است که در شورای منطقهای هوف هاشرون واقع شده‌است.